# Манастир Свете Тројице (Ждрело)
Манастир Ждрело је манастир Српске православне цркве, који припада Епархији браничевској. Налази се у Ждрелу код Петровца на Млави.

## Опис
На брду Гољак, које се данас зове Мали Чукар, повише села Ждрело, на месту с неизрециво лепим погледом на млавску равницу и далеко иза ње, овај манастир је, како предање каже, подигао краљ Милутин. На основу штурих и малобројних података рекли бисмо да је прво био посвећен Светом Николи, a затим Светим апостолима Петру и Павлу. У колективном памћењу становника околних села, међутим, сачуван је дан сабора, a сабор је одржаван на Свету Тројицу, па се и данас мисли да је то била његова храмовна слава. Манастир је имао импозантне димензије, што указује на то да је могао бити владарска задужбина. Дужина му је износила 20,50 a ширина 7,60 метара. Доцније му је придодата припрата и на јужној страни параклис ширине 4,70 метара.

## Историја
Судећи према предању, манастир су порушили Татари, као припадници турске војске. Његов нови ктитор је радник Сима Стефановић из Ждрела, сада монах Григорије. Повесница зна да су се Татари на овим просторима у већoj маси појавили као турски војници крајем 16. века и постали познати по својој окрутности и насилничком понашању према становништву. На њих указује још монах Исаија от Кучајне (свакако из манастира Раванице) у свом запису на јеванђељу које је 1600. године ” за своју душу ” поклонио манастиру Хиландару. Он каже: ” Бист Акакије на Браничеву и многу беду пропати од Хоздих и Татара ”. Отад па до 1716. године када су ови застрашујући ратници протутњали Браничевом, идући као турски војници ка Београду да зауставе велику аустријску војску и заједно са Турцима претрпели катастрофалан пораз, са око 5.000 мртвих на бојишту, Татари су доста често били присутни на овим просторима. Ако су они порушили манастир, могли су то да учине током 17. и на почетку 18. века. Већ 1733—1735 године манастира није било, јер га егзарси Максим и Јован не помињу. Рушевине манастира први је посетио Јоаким Вујић 1826. године и записао:
To јест једна стара, скоро до основанија порушена церква, која се зове свјатаја Тројица. Осниватељ ове церкве био је св. Милутин, краљ серпски a храм је био св. Петр и Павел. У мужеској препрати надесно јесу једна врата, која иду у једну капелу. Ова је капела равно скоро до земљe порушена, у којој јесу се погребавали стари серпски краљеви с њиовима фамиијама.
Вујић је притом поменуо Татаре као рушитеље овог манастира, што је чуо од околног становништва, a капела коју помиње у ствари је параклис уз јужни зид цркве. Параклис-капела уз јужни зид цркве. Кад је 38 година касније рушевине манастира посетио Јосиф Панчић са својим студентима затекао је „само жалосне остатке од којих се овде-онде одржало по које платно; на места не зна се ни темељ; наоколо је био град (заштитни зид)”. На зидовима се тада још увек познавао живопис – значајан податак за одређивање времена страдања манастира. Лицејци су записали да су зидине манастира биле много веће но су их развалили наши људи зидајући цркву у српском селу Шетоњи ”. Путовођа им је казивао да су четири неимара умрла док се шетоњска црква градила зато што су носили камење са светиње. To се догађало око 1829. године и у време Панчићеве посете, било је сигурно људи који су све то својим очима видели и испричали му. У почетку манастир Светог Николе, a потом Светих апостола Петра и Павла. Постоји једна вест из 1476. године која осветљава делић прошлости овог бесумње занимљивог манастира. У пореском тефтеру из те године уписан је манастир Свети Никола. На једном високом месту постојала је црква. Али-бег је од ње начинио кућу. Сада је то кућa оних који су санџак-бегови. Биле су уписане и две хаса воденице. Извршена је провера и ништа се o њима није сазнало. Било је уписано 200 акчи ”. Неки истраживачи и данас сматрају да се иза тог манастира крије испосница Григорија Синајита код манастира Горњак, посвећена такође Светом Николи, a онда из тога извлаче закључак да је командант турске војске Али-бег једно време седео у тој испосници.
До забуне је долазило због произвољног тумачења наведене вести, a често и услед слабог познавања терена и локалитета. На црквиште повише села Ждрело, као могућу локацију манастира Светог Николе из турског дефтера 1476. године. први је указао Александар Костић и то недавно у Браничевском гласнику. Он је упоредио та два светониколска манастира, онај из 1467. и овај из 1476. године, и закључио да је то један исти манастир, заправо манастир o којем је овде реч. Тако је почело уклањање једне вишедеценијске заблуде да је велики силник Али-бег Михалоглу, толико опијен славом да му је море било до колена, живео у малој пећинској црквици уз манастир Горњак, до које се пело дрвеним лествицама. Турчин је порушио цркву и цео тај простор око ње прилагодио себи. Писар јасно каже да је на том месту постојала црква, што значи да је он није затекао. Но, ако је била порушена, a јесте, када је поново саграђена? Јер, Јосиф Панчиcћ је боравећи на том манастиришту 400 година касније, заједно са својим студентима видео остатке црквених зидова и фреске на њима. Оне сигурно нису могле да опстану пуна четири века под ведрим небом. Порушена црква је, значи, обновљена касније. Када? Нема података. Да је, ипак, грађена изнова говори промена њене посвете. Сматрајући да треба узети другу посвету, јер је претходна црква тешко оскрнављена, нови ктитор је одабрао нове свеце за заштитнике: Свете Апостоле Петра и Павла. Да је црква њима била посвећена обавештавају нас и Јоаким Вујиcћ и Јосиф Панчиcћ, с тим што Вујиcћ додаје да се она зове црква Свете Тројице. Пошто црква није могла истовремено да има две посвете, Света Тројица је била саборски дан. Турци су ту, према предању, посекли читав сабор на тај дан. Обнова манастира могла се догодити по одласку Али-бега и његових људи, a пре свега по одсељавању Турака, које је он населио у граду Ждрело. Турске власти нису дозвољавале поправљање цркава у близини муслиманских станишта, a поготову не би одобриле потпуно обнављање православне богомоље на тако видном и истакнутом месту да “боде очи” оближњим Турцима. Тек када су Турци напустили Ждрело, пошто је оно изгубило стратегијски значај, Срби су могли да обнове манастир. Ка времену рушења води нас податак да су се фреске на остацима црквених зидова још увек виделе 1863. године, a да је све било у рушевинама. Манастир је без сумње запаљен и порушен тако да се више никад не подигне. Будући да околно становништво o његовом страдању не зна ништа да каже, a оно је стигло после сеобе под Чарнојевићем, манастир је разрушен пре његовог доласка, најкасније почетком 18. века. После страдања ове светиње из ње је, како је сазнао Панчић са својим студентима, однесена она мермерна плоча са српским и јерменским текстом, што се данас налази у манастиру Витовница. Но, још увек се нагађа одакле је плоча донесена: из рушевина Орешковице или неког другог оближњег манастира, па чак и да је можда одувек била у Витовници.

## Садашњост
Пошто је манастир, где је плоча првобитно постављена, био посвећен Светим Апостолима Јакову и Петру, што на њој и пише, a та светиња се највероватније налазила на месту званом Јаковљев манастир у Рановцу, било је нормално да монаси пренесу плочу у други апостолски манастир – посвећен апостолима Петру и Павлу. Но, када су и овај манастир Турци порушили, монаси су је однели у Витовницу, задужбину краља Милутина. Тек на самом крају 20. века, кад је почела обнова овог манастира, Завод за заштиту споменика из Смедерева, обавио је археолошка истраживања на простору цркве и непосредно око ње. У параклису, уз јужни зид, за који Вујић каже да је служио за сахрањивање српских владара, није нађено ништа. Била је то само крстионица. Испод западног темеља параклиса нађени су скелети мушкарца, жене и девојке, свакако чланова неке властелинске породице. Били су делом у њему a делом напољу, како каже отац Григорије, што значи да су ту сахрањени пре додавања параклиса. Мало западније, у истом правцу, пронађена је озидана гробница са 76 скелета. Све кости су повађене, смештене у шест сандука и сахрањене у цркви. У самој цркви, пак, нађена су само два скелета млађих мушкараца, од којих је онај до олтара био погођен стрелом, јер је њен четворобридни врх био међу костима груди. Монаси кажу да су наилазили на људске кости гдегод би почели да копају, па претпостављају да су то они људи које су Турци поубијали некада давно на сабору, како каже народно предање. Кости су у земљи биле поређане у три нивоа. Археолог Радован Бунарџић сматра да је то било такозвано индустријско сахрањивање, које се примењивало на оскудним просторима. Северно од манастира, код зида којим је био ограђен манастирски простор, избијао је јак извор изузетно добре планинске воде. Taj извор и сада постоји, a његова вода потоком се слива и украшава овај иначе лепи предео. Њу је, посебно изграђеним водоводом, вероватно користио турски командант Али-бег, o чему говоре пронађени остаци тог водовода. Ширина зида око манастира износила је 75 центиметара и он је представљао доста добру заштиту од свакојаких нападача. И, када се више није распознавао ни темељ некадањег манастира, a место где је био добило опште име за све давно порушене богомоље – Црквиште, појавио се обичан човек из народа, сељак и грађевински мајстор из села Ждрело, крај самог манастиришта, Сима Стевановић решен да обнови ову светињу. Његово казивање тече овако: ” Били смо много сиромашни, најсиромашнији у селу. A онда 1952. године, кад ми је било деветнаест година, мој отац купио пресу за прављење цигле и ja те прве године урадим дванаест хиљада цигала за мене. Видим да је то добро, па следеће године урадим још толико и продам те купим 70 ари земља. Током идуће две године од продаје цигле купим још 120 ари. На једној од тих њива начиним колибу и кренем да гајим стоку. Тако почнемо да се извлачимо из сиромаштва.